# Oecetis villosa
Oecetis villosa är en nattsländeart som beskrevs av Douglas E. Kimmins 1963. Oecetis villosa ingår i släktet Oecetis och familjen långhornssländor. Inga underarter finns listade i Catalogue of Life.